# 1944 في المملكة المتحدة
فيما يلي قوائم الأحداث التي وقعت خلال عام 1944 في المملكة المتحدة.

## أحداث
- 1 يناير – الألعاب الأولمبية الصيفية 1944

## ظهور
- 1 يناير – ساعة الصفر رواية من تأليف أجاثا كريستي.

## أفلام
من الأفلام التي صدرت هذه السنة في المملكة المتحدة:
- 1 يناير – هنري الخامس من إخراج لورنس أوليفيه.

## كتب
من الكتب التي صدرت هذه السنة في المملكة المتحدة:
- 1 يناير – الطريق إلى العبودية من تأليف فريدريش فون هايك.
- 1 يونيو – ساعة الصفر من تأليف أجاثا كريستي.
- 1 أغسطس – غائب في الربيع من تأليف أجاثا كريستي.
- 1 أكتوبر – في النهاية يأتي الموت من تأليف أجاثا كريستي.

## مواليد

### يناير
- 1 يناير – آلان وودز
- 1 يناير – بيكاش سينها فيزيائي هندي.
- 1 يناير – جون ريتشاردز سياسي كندي.
- 3 يناير – دورين ماسي
- 9 يناير – جيمي بيج
- 27 يناير – ميريد كوريغان
- 27 يناير – نيك ميسن
- 28 يناير – جون تافينار ملحن بريطاني.

### فبراير
- 8 فبراير – روجر لويد-باك ممثل إنجليزي.
- 13 فبراير – جيري سبرينغر سياسي أمريكي.
- 14 فبراير – آلان باركر
- 17 فبراير – كارل جينكنز
- 25 فبراير – روجر كريستيان
- 27 فبراير – روجر سكروتن
- 28 فبراير – ستورم ثورغيرسون

### مارس
- 1 مارس – روجر دالتري
- 5 مارس – روجر بيترز لاعب كرة قدم إنجليزي.
- 21 مارس – تيموثي دالتون
- 23 مارس – مايكل نيمان
- 29 مارس – جين وايلد هوكينغ

### أبريل
- 12 أبريل – ليسا جاردين مؤرخة بريطانية.
- 29 أبريل – فرانسيس لي لاعب كرة قدم إنجليزي.

### مايو
- 5 مايو – جون رايز-ديفيس
- 14 مايو – ديفيد كيلي أحيائي من المملكة المتحدة.
- 19 مايو – بيتر مايهيو ممثل بريطاني.
- 20 مايو – جو كوكر
- 25 مايو – فرانك أوز ممثل ومخرج أمريكي.

### يونيو
- 1 يونيو – روبرت باول
- 5 يونيو – كريس فينيجان ملاكم من المملكة المتحدة.
- 21 يونيو – توني سكوت
- 22 يونيو – كيث هاكيت حكم كرة قدم من المملكة المتحدة.

### يوليو
- 7 يوليو – إيان ويلموت
- 12 يوليو – تيري كوبر لاعب كرة قدم إنجليزي.
- 13 يوليو – سيريل نوولز

### أغسطس
- 9 أغسطس – جورج أرمسترونغ لاعب ومدرب كرة قدم إنجليزي.
- 10 أغسطس – باربرا إرسكين كاتبة بريطانية.
- 11 أغسطس – إيان ماكديارميد
- 13 أغسطس – ديفيد نيل باين فيزيائي بريطاني.
- 26 أغسطس – ريتشارد دوق جلوستر مهندس معماري من المملكة المتحدة.
- 31 أغسطس – روجر دين

### سبتمبر
- 1 سبتمبر – إيف جونستون
- 13 سبتمبر – جاكلين بيسيه
- 15 سبتمبر – غراهام تايلور
- 26 سبتمبر – آن روبنسون
- 30 سبتمبر – جيمي جونستون لاعب كرة قدم إنجليزي.

### أكتوبر
- 2 أكتوبر – ويليام مورغان لاعب كرة قدم اسكتلندي.
- 4 أكتوبر – جون إف بيرنز صحفي بريطاني.
- 11 أكتوبر – رودني مارش لاعب كرة قدم إنجليزي.
- 15 أكتوبر – دافيد تريمبل
- 21 أكتوبر – تومي رايت لاعب كرة قدم إنجليزي.
- 26 أكتوبر – دينيس ووكر لاعب كرة قدم إنجليزي.

### نوفمبر
- 2 نوفمبر – كيث إيمرسون
- 10 نوفمبر – تيم رايس
- 13 نوفمبر – رون هاريس لاعب ومدرب كرة قدم إنجليزي.
- 14 نوفمبر – كارن أرمسترونغ
- 22 نوفمبر – بوبي غراهام لاعب كرة قدم اسكتلندي.
- 30 نوفمبر – جورج غراهام لاعب كرة قدم.

### ديسمبر
- 14 ديسمبر – فريد واتسون عالم فلك أسترالي.
- 17 ديسمبر – برنارد هيل
- 31 ديسمبر – نيل روس ممثل بريطاني.

## وفيات

### فبراير
- 28 فبراير – ألفريد بيميش (مواليد 1879) لاعب كرة مضرب من المملكة المتحدة.

### مارس
- 16 مارس – ديفيد براين (مواليد 1857) عالم نبات بريطاني.

### مايو
- 12 مايو – هارولد لوي (مواليد 1882) بحّار من المملكة المتحدة.
- 13 مايو – وليام إدوارد هودسون بيرويك (مواليد 1888) رياضياتي بريطاني.

### يوليو
- 3 يوليو – آرثر هنري ريجنالد بولر (مواليد 1874)
- 9 يوليو – فريدريك ووكر (مواليد 1896)
- 28 يوليو – رالف فاولر (مواليد 1889)

### أغسطس
- 19 أغسطس – هينري وود (مواليد 1869)

### سبتمبر
- 28 سبتمبر – مات ماككوين (مواليد 1863) لاعب ومدرب كرة قدم اسكتلندي.

### أكتوبر
- 23 أكتوبر – تشارلس غلوفر باركلا (مواليد 1877)
- 26 أكتوبر – بياتريس أميرة المملكة المتحدة (مواليد 1857)

### نوفمبر
- 22 نوفمبر – آرثر ستانلي إدنغتون (مواليد 1882)